# Цзоу Ванхао
Цзоу Ванхао (кит. упр. 邹万豪, пиньинь Zou Wanhao; 29 марта 1998, Бабу, Хэчжоу, Гуанси-Чжуанский автономный район, Китай) — китайский борец вольного стиля, участник чемпионатов мира и Азии.

## Карьера
Является уроженцем района Бабу, городского округа Хэчжоу, Гуанси-Чжуанского автономного района. С 2007 года он занимается борьбой в спортивной школе Гуанси. В 2013 году он вошел в состав сборной провинции Гуанси, а с 2017 году является членом сборной Китая. В середине ноября 2018 года в Бухаресте он завоевал бронзовую медаль на чемпионате мира среди борцов до 23 лет. В сентябре 2022 года он принимал участие на чемпионате мира в Белграде, где в схватке за бронзовую медаль уступил Занданбудину Занабазару из Монголии, заняв итоговое 5 место. В апреле 2023 года в Астане на чемпионате Азии в малом финале за бронзовую медаль он проиграл японцу Рикуто Араи, став пятым. В мае 2024 года Цзоу принял участие в мировом квалификационном турнире в Стамбуле, где в решающей схватке выиграл у Андрея Яценко из Украины, завоевав лицензию на Олимпийские игры в Париж.

## Личная жизнь
Он учился в Цзянханьском университете

## Достижения
- Чемпионат мира по борьбе среди спортсменов до 23 лет 2018 — ;